# زوزانا کاینارووا ریچارووا
زوزانا کاینارووا ریچارووا (چکی: Zuzana Kajnarová Říčařová؛ زادهٔ ۱۷ ژوئن ۱۹۸۲) بازیگر، صداپیشه و دوبلور اهل جمهوری چک است. وی دانش‌آموختهٔ دانشکده تئاتر آکادمی هنرهای نمایشی پراگ است.
از فیلم‌هایی که وی در آن‌ها نقش داشته است، می‌توان به نرمال اشاره نمود.